# Holcosus bridgesii
Holcosus bridgesii — вид ящірок родини теїдових (Teiidae). Мешкає в Колумбії і Еквадорі.

## Поширення і екологія
Holcosus bridgesii мешкають в департаменті Нариньйо на південному заході Колумбії, зокрема на острові Горгона, а також в провінціях Есмеральдас і Карчі на північному заході Еквадору. Вони живуть у вологих тропічних лісах в рівнинах і передгір'ях, серед опалого листя і коріння дерев, трапляються в садах. Зустрічаються на висоті до 1200 м над рівнем моря.